# Patrick Weiler
Pour les articles homonymes, voir Weiler.
Patrick Weiler, né le 30 avril 1986 à West Vancouver en Colombie-Britannique, est un avocat et homme politique canadien. Il représente la circonscription de West Vancouver—Sunshine Coast—Sea to Sky Country à la Chambre des communes du Canada depuis 2019 sous la bannière du Parti libéral du Canada.

## Biographie
Né à West Vancouver en Colombie-Britannique, Weiler grandit sur place et à Sechelt. Son père, Joe Weiler, est un professeur de droit à l'université de la Colombie-Britannique (UBC) et sa mère, Beverly Tanchak, est une conseillère municipale à Sechelt.
Il réalise un Bachelor of Arts de l'université McGill de Montréal et un Juris Doctor de l'UBC.

### Carrière juridique
Son action en tant qu'avocat se concentre sur le droit de l'environnement et le droit des autochtones. Il travaille entre autres en collaboration avec les Nations unies afin d'améliorer les gestions des écosystèmes aquatiques. Il représente aussi les Premières Nations, des municipalités, des petites entreprises et des organismes sans but lucratif oeuvrant sur des questions juridiques environnementales et corporatives,.